# Panchayat
En la India un panchayat es el gobierno ejercido por el concejo comunal.
Cuando la India obtuvo su independencia, fue estipulado que el gobierno "debía tomar medidas para organizar las villas panchayats". El primer panchayat fue inaugurado en 1959 en Rayastán y en 1993 la institución del panchayat fue incorporada en la constitución india. Sus miembros son electos y un tercio de ellos deben ser mujeres. Las castas (anteriormente intocables) y tribus organizadas son también una representación afianzada en proporción a su población. Hoy en día la función y prosperidad de los panchayats es también materia de acaloradas discusiones.